# Список королей Шотландии
Список королей Шотландии включает лиц, являвшихся монархами Шотландии со времени, когда в 842 году король Дал Риады Кеннет мак Альпин подчинил себе королевство пиктов и тем самым объединил два государства в одно, впоследствии получившее название «Альба» (которое в свою очередь преобразовалось в «Шотландию») и просуществовавшее как независимое государство до 1707 года — создания единого Королевства Великобритания.
Кеннет мак Альпин, являвшийся королём Дал Риады с 840 года, после присоединения к своим владениям Пиктавии в 842 году получил титул короля пиктов (лат. Rex Pictorum). Правление последующих монархов (с X века принимавших уже титул «короля скоттов») из династии Альпинов прервалось в 1034 году смертью не оставившего наследников мужского пола Малькольма II, новой королевской династией стал родственный Альпинам Данкельдский дом. Многовековое правление династии завершилось в 1286 году, когда после смерти Александра III возникла ситуация междуцарствия, вследствие чего наследницей шотландского трона была признана внучка Александра (по материнской линии) Маргарет. Ввиду её отсутствия в стране (находилась в Норвегии) парламент Шотландии объявил коллективным главой государства хранителей королевства. В 1290 году Маргарет отправилась в Великобританию, чтобы вступить на престол, однако скончалась по пути, в связи с чем в историографии её правление является дискуссионным. Состоялся судебный процесс, на котором права на трон предъявили 13 человек и по итогу которого заседавшим на суде королём Англии Эдуардом I королём Шотландии был признан Иоанн Баллиол. Однако первоначально признавший его своим сюзереном Иоанн выступил против Эдуарда I, но в 1296 году был пленён и вынужден отречься от престола. Второе междуцарствие открыло многовековой период борьбы Шотландии за независимость от Англии, в ходе которой королевскими династиями Шотландии становились дом Брюсов (в 1306—1371 годах) и дом Стюартов (с 1371 года).
24 марта (3 апреля) 1603 года скончалась бездетная королева Англии Елизавета I Тюдор, завещавшая престол королю Шотландии Якову VI, который с помощью англо-шотландской унии объединил под своей короной два королевства (до 1707 года фактически остававшиеся независимыми государствами). В 1649 году в ходе гражданской войны английская монархия была упразднена, а страна провозглашена республикой. Однако Шотландия продолжала оставаться королевством до английской оккупации в 1651 году. В 1653 году установлена новая форма правления — протекторат, просуществовавший до 1659 года. 1659—1660 годы ознаменовались борьбой между сторонниками генерала Джона Ламберта и генерала Джорджа Монка, выступавших за восстановление республики и конституционной монархии соответственно, победителем из которой вышел последний. В мае 1660 года шотландский парламент проголосовал за назначение Чарльза Стюарта королём и восстановление монархии, гражданская война завершилась. Период правления восстановленной династии Стюартов, получивший название Реставрации, продлился до 1707 года, когда парламенты Шотландии и Англии приняли Акт о союзе, в соответствии с которым два королевства слились в единое государство — Великобританию.
До 5 (15) октября 1582 года, когда был введён григорианский календарь, приведены юлианские даты. С момента введения календаря до его принятия в Великобритании 3 (14) сентября 1752 года приведены обе даты — юлианская и григорианская.

## Список
Курсивом на сером фоне показаны даты начала и окончания правления Эдуарда Баллиола, претендовавшего на шотландский престол в ходе вторжения в страну, а также принца Оранского Уильяма, отвечавшего за управление делами, и Уильяма Дугласа-Гамильтона, возглавлявшего представительный орган, которые руководили страной в период от отбытия короля Якова VII из Англии во Францию до его отречения в результате государственного переворота.
| Портрет | Имя (годы жизни)                                                     | Правление                  | Правление | Династия (ветвь) | Наименование титула | Пр.                     |
| Портрет | Имя (годы жизни)                                                     | Начало                     | Окончание | Династия (ветвь) | Наименование титула | Пр.                     |
| --- | -------------------------------------------------------------------- | -------------------------- | --- | --- | --- | ----------------------- |
| | Кеннет I (ок. 810—858) англ. Kenneth I гэльск. Cináed I              | между 842 и 846            | февраль 858 | Макальпины англ. House of Alpin гэльск. Taigh Ailpinn                                                                  | Король пиктов лат. Rex Pictorum | [ 5 ] [ 8 ] [ 9 ]       |
| | Дональд I (ок. 812—862) англ. Donald I гэльск. Domnall I             | февраль 858                | апрель 862 | Макальпины англ. House of Alpin гэльск. Taigh Ailpinn                                                                  | Король пиктов лат. Rex Pictorum | [ 10 ] [ 11 ]           |
| | Константин I (ок. 836—877) англ. Constantine I гэльск. Causantín I   | апрель 862                 | 877 | Макальпины англ. House of Alpin гэльск. Taigh Ailpinn                                                                  | Король пиктов лат. Rex Pictorum | [ 12 ] [ 13 ] [ 14 ]    |
| | Эд (?—878) англ. и гэльск. Áed                                       | 877                        | 878 | Макальпины англ. House of Alpin гэльск. Taigh Ailpinn                                                                  | Король пиктов лат. Rex Pictorum | [ 12 ]                  |
| | Гирик (?—889) англ. и гэльск. Giric                                  | 878                        | 889 | Макальпины англ. House of Alpin гэльск. Taigh Ailpinn                                                                  | Король пиктов лат. Rex Pictorum | [ 15 ] [ 16 ]           |
| | Дональд II (ок. 862—900) англ. Donald II гэльск. Domnall II          | 889                        | 900 | Макальпины англ. House of Alpin гэльск. Taigh Ailpinn (Клан Кустантин мак Кинеда гэльск. Clann Custantín meic Cináeda) | Король пиктов лат. Rex Pictorum | [ 17 ]                  |
| | Константин II (?—952) англ. Constantine II гэльск. Causantín II      | 900                        | 943 | Макальпины англ. House of Alpin гэльск. Taigh Ailpinn (Клан Аэда мак Кинеда гэльск. Clann Áeda meic Cináeda)           | Король Альбы гэльск. Righ nan Albanach | [ 18 ] [ 19 ] [ 20 ]    |
| | Малькольм I (ок. 897—954) англ. Malcolm I гэльск. Máel Coluim I      | 943                        | 954 | Макальпины англ. House of Alpin гэльск. Taigh Ailpinn (Клан Кустантин мак Кинеда гэльск. Clann Custantín meic Cináeda) | Король Альбы гэльск. Righ nan Albanach | [ 21 ] [ 22 ] [ 23 ]    |
| | Индульф (?—962) англ. Indulf гэльск. Ildulb                          | 954                        | 962 | Макальпины англ. House of Alpin гэльск. Taigh Ailpinn (Клан Аэда мак Кинеда гэльск. Clann Áeda meic Cináeda)           | Король Альбы гэльск. Righ nan Albanach | [ 24 ] [ 25 ]           |
| | Дуфф (?—966) англ. Dub гэльск. Dubh                                  | 962                        | 20 июля 966 | Макальпины англ. House of Alpin гэльск. Taigh Ailpinn (Клан Кустантин мак Кинеда гэльск. Clann Custantín meic Cináeda) | Король Альбы гэльск. Righ nan Albanach | [ 26 ]                  |
| | Кулен (?—971) англ. и гэльск. Cuilén                                 | 20 июля 966                | 971 | Макальпины англ. House of Alpin гэльск. Taigh Ailpinn (Клан Аэда мак Кинеда гэльск. Clann Áeda meic Cináeda)           | Король Альбы гэльск. Righ nan Albanach | [ 27 ] [ 28 ]           |
| | Кеннет II (ок. 932—995) англ. Kenneth II гэльск. Cináed II           | 971                        | 995 | Макальпины англ. House of Alpin гэльск. Taigh Ailpinn (Клан Кустантин мак Кинеда гэльск. Clann Custantín meic Cináeda) | Король Альбы гэльск. Righ nan Albanach | [ 29 ] [ 30 ] [ 31 ]    |
| | Константин III (?—997) англ. Constantine III гэльск. Causantín III   | 995                        | 997 | Макальпины англ. House of Alpin гэльск. Taigh Ailpinn (Клан Аэда мак Кинеда гэльск. Clann Áeda meic Cináeda)           | Король Альбы гэльск. Righ nan Albanach | [ 32 ] [ 33 ]           |
| | Кеннет III (?—1005) англ. Kenneth III гэльск. Cináed III             | 997                        | 25 марта 1005 | Макальпины англ. House of Alpin гэльск. Taigh Ailpinn (Клан Кустантин мак Кинеда гэльск. Clann Custantín meic Cináeda) | Король Альбы гэльск. Righ nan Albanach | [ 34 ] [ 35 ] [ 36 ]    |
| | Малькольм II (ок. 954—1034) англ. Malcolm II гэльск. Máel Coluim II  | 25 марта 1005              | 25 ноября 1034 | Макальпины англ. House of Alpin гэльск. Taigh Ailpinn (Клан Кустантин мак Кинеда гэльск. Clann Custantín meic Cináeda) | Король скоттов лат. Rex Scottorum | [ 37 ] [ 38 ] [ 39 ]    |
| | Дункан I (1001—1040) англ. Duncan I гэльск. Donnchad I               | 30 ноября 1034             | 14 августа 1040 | Данкельдский дом англ. House of Dunkeld гэльск. Taigh Dhùn Chailleann                                                  | Король скоттов лат. Rex Scottorum | [ 40 ] [ 41 ] [ 42 ]    |
| | Макбет (ок. 1005—1057) англ. Macbeth гэльск. Mac Bethad              | 14 августа 1040            | 15 августа 1057 | Морейский дом англ. House of Moray гэльск. Taigh Moireibh                                                              | Король скоттов лат. Rex Scottorum | [ 43 ] [ 44 ] [ 45 ]    |
| | Лулах (ок. 1032—1058) англ. и гэльск. Lulach                         | 15 августа 1057            | 17 марта 1058 | Морейский дом англ. House of Moray гэльск. Taigh Moireibh                                                              | Король скоттов лат. Rex Scottorum | [ 46 ]                  |
| | Малькольм III (1031—1093) англ. Malcolm III гэльск. Máel Coluim III  | 17 марта 1058              | 13 ноября 1093 | Данкельдский дом англ. House of Dunkeld гэльск. Taigh Dhùn Chailleann                                                  | Король скоттов лат. Rex Scottorum | [ 47 ] [ 48 ] [ 49 ]    |
| | Дональд III (ок. 1033—1099) англ. Donald III гэльск. Domnall III     | 13 ноября 1093             | 1 мая 1094 | Данкельдский дом англ. House of Dunkeld гэльск. Taigh Dhùn Chailleann                                                  | Король скоттов лат. Rex Scottorum | [ 50 ] [ 51 ]           |
| | Дункан II (?—1094) англ. Duncan II гэльск. Donnchad II               | 1 мая 1094                 | 12 ноября 1094 | Данкельдский дом англ. House of Dunkeld гэльск. Taigh Dhùn Chailleann                                                  | Король скоттов лат. Rex Scottorum | [ 52 ] [ 53 ] [ 54 ]    |
| | Дональд III (ок. 1033—1099) англ. Donald III гэльск. Domnall III     | 12 ноября 1094             | 8 октября 1097 | Данкельдский дом англ. House of Dunkeld гэльск. Taigh Dhùn Chailleann                                                  | Король скоттов лат. Rex Scottorum | [ 50 ] [ 51 ]           |
| | Эдгар (ок. 1074—1107) англ. Edgar гэльск. Étgar                      | 8 октября 1097             | 8 января 1107 | Данкельдский дом англ. House of Dunkeld гэльск. Taigh Dhùn Chailleann                                                  | Король скоттов лат. Rex Scottorum | [ 55 ] [ 56 ] [ 57 ]    |
| | Александр I (ок. 1078—1124) англ. Alexander I гэльск. Alaxandair I   | 8 января 1107              | 23 апреля 1124 | Данкельдский дом англ. House of Dunkeld гэльск. Taigh Dhùn Chailleann                                                  | Король скоттов лат. Rex Scottorum | [ 58 ] [ 59 ] [ 60 ]    |
| | Давид I (1084—1153) англ. David I гэльск. Dabíd I                    | 27 апреля 1124             | 24 мая 1153 | Данкельдский дом англ. House of Dunkeld гэльск. Taigh Dhùn Chailleann                                                  | Король скоттов лат. Rex Scottorum | [ 61 ] [ 62 ] [ 63 ]    |
| | Малькольм IV (1141—1165) англ. Malcolm IV гэльск. Máel Coluim IV     | 27 мая 1153                | 9 декабря 1165 | Данкельдский дом англ. House of Dunkeld гэльск. Taigh Dhùn Chailleann                                                  | Король скоттов лат. Rex Scottorum | [ 64 ] [ 65 ] [ 66 ]    |
| | Вильгельм I (1143—1214) англ. William I гэльск. Uilliam I            | 24 декабря 1165            | 4 декабря 1214 | Данкельдский дом англ. House of Dunkeld гэльск. Taigh Dhùn Chailleann                                                  | Король скоттов лат. Rex Scottorum | [ 67 ] [ 68 ] [ 69 ]    |
| | Александр II (1198—1249) англ. Alexander II гэльск. Alaxandair II    | 5 декабря 1214             | 8 июля 1249 | Данкельдский дом англ. House of Dunkeld гэльск. Taigh Dhùn Chailleann                                                  | Король скоттов лат. Rex Scottorum | [ 70 ] [ 71 ] [ 72 ]    |
| | Александр III (1241—1286) англ. Alexander III гэльск. Alaxandair III | 13 июля 1249               | 19 марта 1286 | Данкельдский дом англ. House of Dunkeld гэльск. Taigh Dhùn Chailleann                                                  | Король скоттов лат. Rex Scottorum | [ 73 ] [ 74 ] [ 75 ]    |
| С 19 марта 1286 года по 20 ноября 1292 года в период междуцарствия Шотландия находилась под властью хранителей королевства (лат. Custodes regni Scotiae de communi consilio constituti) |                                                                      |                            | | | |                         |
| | Иоанн I (1249—1314) англ. John I                                     | 20 ноября 1292             | 10 июля 1296 | Баллиолы англ. House of Balliol                                                                                        | Милостью Божьей, король скоттов лат. Dei gratia Rex Scottorum | [ 76 ] [ 77 ] [ 78 ]    |
| С 10 июля 1296 года по 25 марта 1306 года в период междуцарствия Шотландия находилась под властью хранителей королевства (лат. Custos regni Scotiae)                                    |                                                                      |                            | | | |                         |
| | Роберт I (1274—1329) англ. Robert I                                  | 25 марта 1306              | 7 июня 1329 | Брюсы англ. House of Bruce                                                                                             | Милостью Божьей, король скоттов англ. By the Grace of God, King of the Scots лат. Dei gratia Rex Scottorum | [ 79 ] [ 80 ] [ 81 ]    |
| | Давид II (1324—1371) англ. David II                                  | 7 июня 1329                | 22 февраля 1371 | Брюсы англ. House of Bruce                                                                                             | Милостью Божьей, король скоттов англ. By the Grace of God, King of the Scots лат. Dei gratia Rex Scottorum | [ 82 ] [ 83 ] [ 84 ]    |
| | Эдуард (1283—1364) англ. Edward                                      | 6 августа 1332             | 21 января 1356 | Баллиолы англ. House of Balliol                                                                                        | Милостью Божьей, король Шотландии англ. By the Grace of God, King of Scotland лат. Dei gratia, Rex Scotiae | [ 85 ] [ 86 ] [ 87 ]    |
| | Роберт II (1316—1390) англ. Robert II                                | 22 февраля 1371            | 19 апреля 1390 | Стюарты англ. House of Stuart                                                                                          | Милостью Божьей, король скоттов англ. By the Grace of God, King of the Scots лат. Dei gratia Rex Scottorum / Dei gratia Rex Scotorum | [ 88 ] [ 89 ] [ 90 ]    |
| | Роберт III (1337—1406) англ. Robert III                              | 19 апреля 1390             | 4 апреля 1406 | Стюарты англ. House of Stuart                                                                                          | Милостью Божьей, король скоттов англ. By the Grace of God, King of the Scots лат. Dei gratia Rex Scottorum / Dei gratia Rex Scotorum | [ 91 ] [ 92 ] [ 93 ]    |
| | Яков I (1394—1437) англ. James I                                     | 4 апреля 1406              | 21 февраля 1437 | Стюарты англ. House of Stuart                                                                                          | Милостью Божьей, король скоттов англ. By the Grace of God, King of the Scots лат. Dei gratia Rex Scottorum / Dei gratia Rex Scotorum | [ 94 ] [ 95 ] [ 96 ]    |
| | Яков II (1430—1460) англ. James II                                   | 21 февраля 1437            | 3 августа 1460 | Стюарты англ. House of Stuart                                                                                          | Милостью Божьей, король скоттов англ. By the Grace of God, King of the Scots лат. Dei gratia Rex Scottorum / Dei gratia Rex Scotorum | [ 97 ] [ 98 ] [ 99 ]    |
| | Яков III (1452—1488) англ. James III                                 | 3 августа 1460             | 11 июня 1488 | Стюарты англ. House of Stuart                                                                                          | Милостью Божьей, король скоттов англ. By the Grace of God, King of the Scots лат. Dei gratia Rex Scottorum / Dei gratia Rex Scotorum | [ 100 ] [ 101 ] [ 102 ] |
| | Яков IV (1473—1513) англ. James IV                                   | 11 июня 1488               | 9 сентября 1513 | Стюарты англ. House of Stuart                                                                                          | Милостью Божьей, король скоттов англ. By the Grace of God, King of the Scots лат. Dei gratia Rex Scottorum / Dei gratia Rex Scotorum | [ 103 ] [ 104 ] [ 105 ] |
| | Яков V (1512—1542) англ. James V                                     | 9 сентября 1513            | 14 декабря 1542 | Стюарты англ. House of Stuart                                                                                          | Милостью Божьей, король скоттов англ. By the Grace of God, King of the Scots лат. Dei gratia Rex Scottorum / Dei gratia Rex Scotorum | [ 106 ] [ 107 ] [ 108 ] |
| | Мария I (1542—1587) англ. Mary I                                     | 14 декабря 1542            | 24 апреля 1558 | Стюарты англ. House of Stuart                                                                                          | Милостью Божьей, королева скоттов англ. By the Grace of God, Queen of the Scots лат. Dei gratia Regina Scotorum | [ 109 ] [ 110 ] [ 111 ] |
| 24 апреля 1558 | Мария I (1542—1587) англ. Mary I                                     | 10 июля 1559               | Милостью Божьей, королева скоттов, дофина Вьенна англ. By the Grace of God, Queen of the Scots, Dauphine of Viennois лат. Dei gratia Regina Scotorum Delphina Viennense                                                                                              | Стюарты англ. House of Stuart                                                                                          | | [ 109 ] [ 110 ] [ 111 ] |
| 10 июля 1559 | Мария I (1542—1587) англ. Mary I                                     | 5 декабря 1560             | Милостью Божьей, королева Франции и Шотландии англ. By the Grace of God, King and Queen of France and Scotland лат. Dei gratia Regina Francie et Scotie | Стюарты англ. House of Stuart                                                                                          | | [ 109 ] [ 110 ] [ 111 ] |
| 5 декабря 1560 | Мария I (1542—1587) англ. Mary I                                     | 24 июля 1567               | Милостью Божьей, королева скоттов англ. By the Grace of God, Queen of the Scots лат. Dei gratia Regina Scotorum | Стюарты англ. House of Stuart                                                                                          | | [ 109 ] [ 110 ] [ 111 ] |
| | Яков VI (1566—1625) англ. James VI                                   | 24 июля 1567               | 31 марта (10 апреля) 1603 | Стюарты англ. House of Stuart                                                                                          | Милостью Божьей, король скоттов англ. By the Grace of God, King of the Scots лат. Dei gratia Rex Scotorum | [ 112 ] [ 113 ] [ 114 ] |
| 31 марта (10 апреля) 1603 | Яков VI (1566—1625) англ. James VI                                   | 27 марта (6 апреля) 1625   | Милостью Божьей, король Шотландии, Англии, Франции и Ирландии, защитник веры и пр. англ. By the Grace of God, King of Scotland, England, France and Ireland, Defender of the Faith, etc. лат. Dei gratia Scotie Anglie Francie et Hibernie Rex, Fidei Defensor, etc. | Стюарты англ. House of Stuart                                                                                          | | [ 112 ] [ 113 ] [ 114 ] |
| | Карл I (1600—1649) англ. Charles I                                   | 27 марта (6 апреля) 1625   | Милостью Божьей, король Шотландии, Англии, Франции и Ирландии, защитник веры и пр. англ. By the Grace of God, King of Scotland, England, France and Ireland, Defender of the Faith, etc. лат. Dei gratia Scotie Anglie Francie et Hibernie Rex, Fidei Defensor, etc. | Стюарты англ. House of Stuart                                                                                          | 30 января (9 февраля) 1649 | [ 115 ] [ 116 ] [ 117 ] |
| | Карл II (1630—1685) англ. Charles II                                 | 30 января (9 февраля) 1649 | Милостью Божьей, король Шотландии, Англии, Франции и Ирландии, защитник веры и пр. англ. By the Grace of God, King of Scotland, England, France and Ireland, Defender of the Faith, etc. лат. Dei gratia Scotie Anglie Francie et Hibernie Rex, Fidei Defensor, etc. | Стюарты англ. House of Stuart                                                                                          | 3 (13) сентября 1651 | [ 118 ] [ 119 ] [ 120 ] |
| С 3 (13) сентября 1651 года по 8 (18) мая 1660 года Шотландия являлась частью Содружества Англии, Шотландии и Ирландии                                                                  |                                                                      |                            | | | |                         |
| | Карл II (1630—1685) англ. Charles II                                 | 14 (24) мая 1660           | 6 (16) февраля 1685 | Стюарты англ. House of Stuart                                                                                          | Милостью Божьей, король Шотландии, Англии, Франции и Ирландии, защитник веры и пр. англ. By the Grace of God, King of Scotland, England, France and Ireland, Defender of the Faith, etc. лат. Dei gratia Scotie Anglie Francie et Hibernie Rex, Fidei Defensor, etc.                  | [ 118 ] [ 119 ] [ 120 ] |
| | Яков VII (1633—1701) англ. James VII                                 | 6 (16) февраля 1685        | 11 (21) апреля 1689 | Стюарты англ. House of Stuart                                                                                          | Милостью Божьей, король Шотландии, Англии, Франции и Ирландии, защитник веры и пр. англ. By the Grace of God, King of Scotland, England, France and Ireland, Defender of the Faith, etc. лат. Dei gratia Scotie Anglie Francie et Hibernie Rex, Fidei Defensor, etc.                  | [ 121 ] [ 122 ] [ 123 ] |
| | Уильям Генри (1650—1702) англ. William Henry                         | 14 (24) января 1689        | 16 (26) марта 1689 | Оранско-Нассауский дом англ. House of Orange-Nassau                                                                    | Управляющий делами англ. Administrator of Affairs | [ 124 ] [ 125 ] [ 126 ] |
| | Уильям Дуглас-Гамильтон (1635—1694) англ. William Douglas-Hamilton   | 16 (26) марта 1689         | 11 (21) апреля 1689 | Дугласы англ. House of Douglas                                                                                         | Президент Сословий Королевства Шотландия англ. President of the Estates of the Kingdom of Scotland | [ 127 ] [ 128 ] [ 129 ] |
| 11 (21) апреля 1689 | Уильям Дуглас-Гамильтон (1635—1694) англ. William Douglas-Hamilton   | 11 (21) мая 1689           | | Дугласы англ. House of Douglas                                                                                         | Президент Сословий Королевства Шотландия англ. President of the Estates of the Kingdom of Scotland | [ 127 ] [ 128 ] [ 129 ] |
| | Вильгельм II (1650—1702) англ. William II                            | 11 (21) мая 1689           | 8 (19) марта 1702 | Оранско-Нассауский дом англ. House of Orange-Nassau                                                                    | Милостью Божьей, король Шотландии, Англии, Франции и Ирландии, защитник веры и пр. англ. By the Grace of God, King of Scotland, England, France and Ireland, Defender of the Faith, etc. лат. Dei gratia Scotie Anglie Francie et Hibernie Rex, Fidei Defensor, etc.                  | [ 124 ] [ 125 ] [ 126 ] |
| | Мария II (1662—1695) англ. Mary II                                   | 11 (21) мая 1689           | 28 декабря 1694 (7 января 1695) | Стюарты англ. House of Stuart                                                                                          | Милостью Божьей, королева Шотландии, Англии, Франции и Ирландии, защитница веры и пр. англ. By the Grace of God, Queen of Scotland, England, France and Ireland, Defenders of the Faith, etc. лат. Dei gratia Scotie Anglie Francie et Hibernie Rex et Regina, Fidei Defensores, etc. | [ 130 ] [ 131 ] [ 132 ] |
| | Анна (1665—1714) англ. Anne                                          | 8 (19) марта 1702          | 1 (12) мая 1707 | Стюарты англ. House of Stuart                                                                                          | Милостью Божьей, королева Шотландии, Англии, Франции и Ирландии, защитница веры и пр. англ. By the Grace of God, Queen of Scotland, England, France and Ireland, Defenders of the Faith, etc. лат. Dei gratia Scotie Anglie Francie et Hibernie Rex et Regina, Fidei Defensores, etc. | [ 133 ] [ 134 ] [ 135 ] |